# ارنو یندراشیک
اِرنو یندراشیک (مجاری: Ernő Jendrassik؛ ۷ ژوئن ۱۸۵۸ – ۲۱ دسامبر ۱۹۲۱) یک پزشک و متخصص اعصاب اهل مجارستان بود.
شهرت او بواسطهٔ پژوهش‌هایش در زمینهٔ رفلکس‌های غیرارادی و ابداع مانور یندراشیک است.
پدر او «ینو یندراشیک» پزشکی مشهور و استاد رشتهٔ فیزیولوژی بود و خودش در سال ۱۸۸۰ از «دانشکدهٔ پزشکی یوتووش لوراند» در بوداپست فارغ‌التحصیل شد.